# Astropecten bispinosus
Étoile peigne hérissée
Espèce
Synonymes
- Asterias bispinosa Otto, 1823
- Astropecten echinatus Gray, 1840
- Astropecten myosurus Perrier, 1869
- Stellaria bispinosa Nardo, 1834

L'Étoile peigne hérissée (Astropecten bispinosus) est une espèce d'étoile de mer appartenant à la famille des Astropectinidae, vivant principalement dans la mer Méditerranée.

## Description

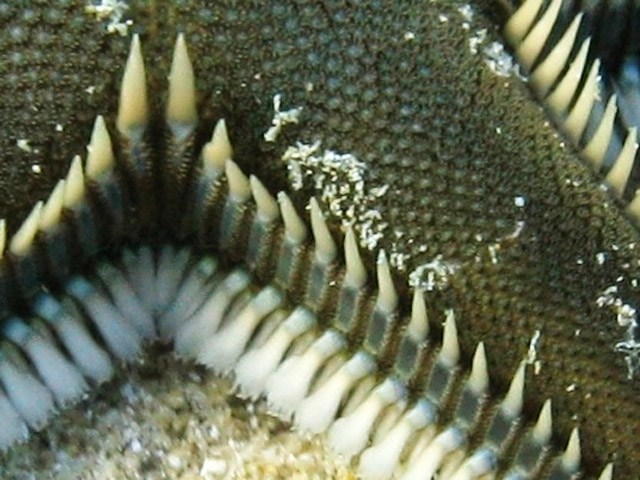
Face latérale des plaques supramarginales, dépourvues d'épines.

C'est une espèce d'étoile de mer de taille moyenne qui peut atteindre au maximum les 18 cm, ses bras sont plus minces et allongés que les autres étoiles-peigne. Sur sa face supérieure elle est dotée d'une plaque madréporique et de nombreux paxilles qui lui donnent une couleur variant du brun clair au brun foncé, et plus ou moins grisée. L'anus se trouve au centre, il en rayonne cinq sillons qui s'allongent jusqu'à l'extrémité de ses bras (plus visibles vers les extrémités). La face aborale est dépourvue de pédicellaires (petites pinces articulées), cependant, deux rangées d'épines blanches pouvant atteindre 1 cm sont apparentes sur toute la périphérie de l'étoile, situées respectivement sur ses plaques supramarginales et inframarginales. Les plaques de la face inférieure (inframarginale) de l'étoile sont pourvues de une à trois rangées d'épines supplémentaires. Les plaques supramarginales présentes sur la face latérale de l'étoile sont nues, contrairement à l'espèce Astropecten platyacanthus avec laquelle on peut la confondre.

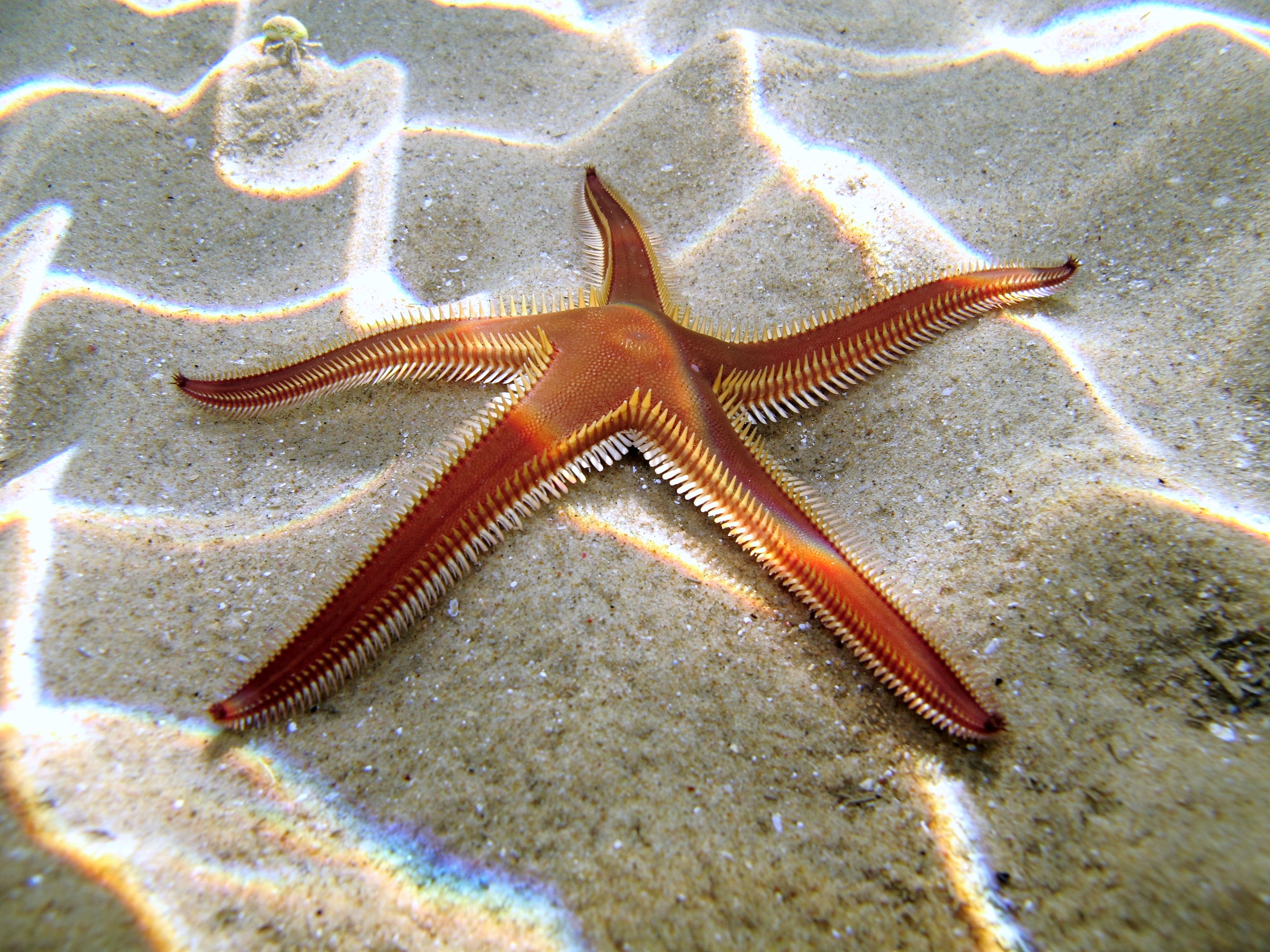
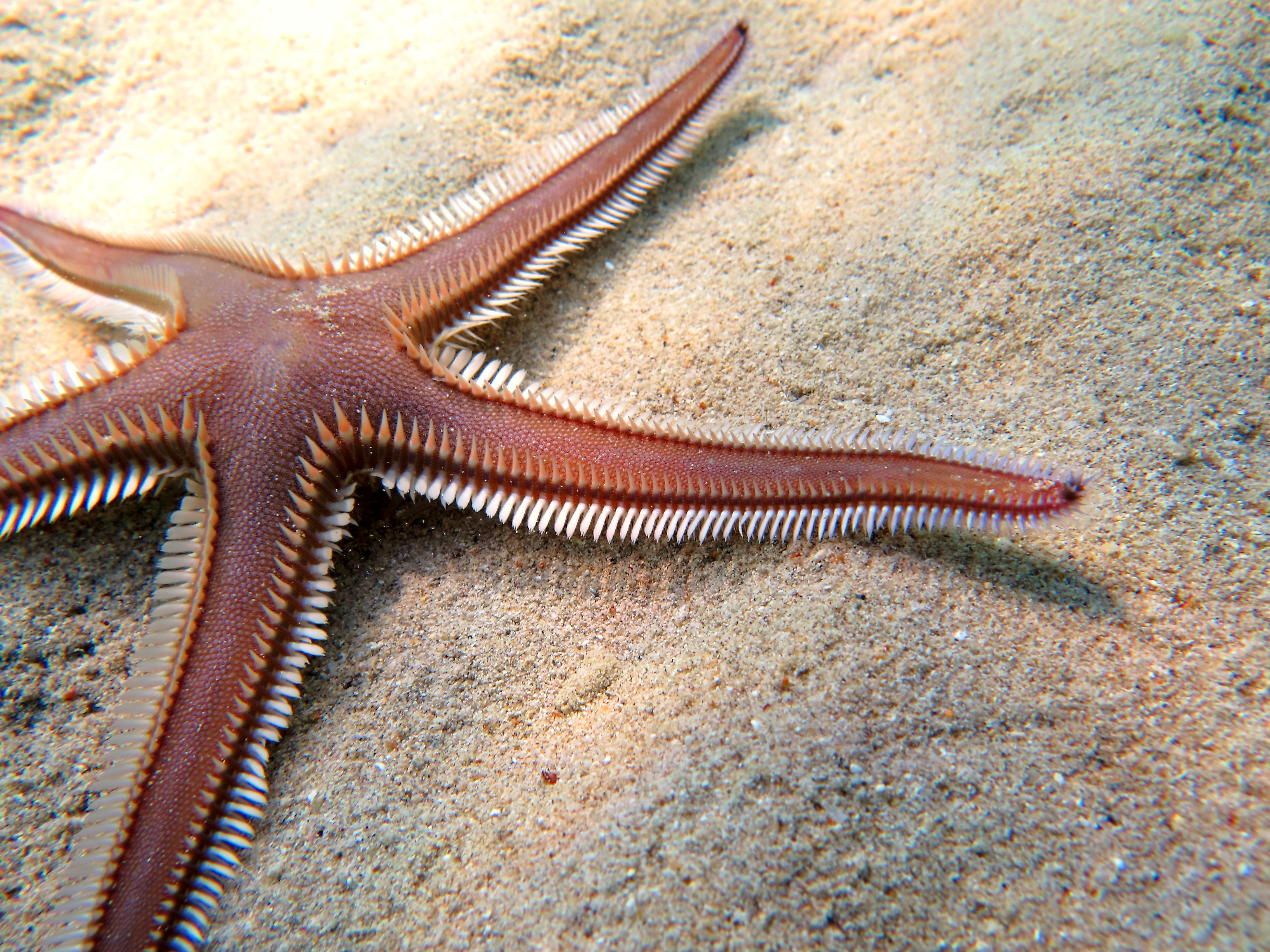

Cette espèce peut être confondue avec les nombreuses autres espèces de son genre présentes dans la même zone : Astropecten aranciacus est plus grande et toujours rouge-orangée, Astropecten irregularis n'a pas de piquants supramarginaux, Astropecten jonstoni est plus petite et a des bras triangulaires et un disque central plus important, et Astropecten spinulosus est plus petite aussi, brune et avec des podia terminés en ventouses. La confusion la plus classique reste celle avec Astropecten platyacanthus. 

## Habitat et répartition

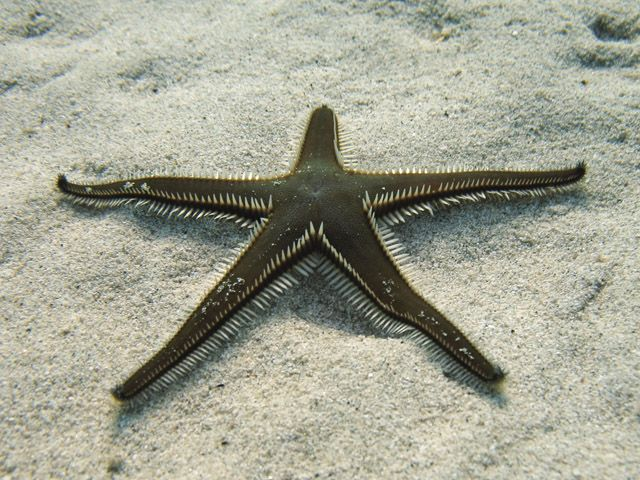
Astropecten bispinosus sur une plage de Sardaigne.

Astropecten bispinosus est une espèce principalement méditerranéenne, même si elle est parfois observée épisodiquement dans l'Atlantique européen proche. 
Les étoiles de mer du genre Astropecten, vivent et se déplacent dans les fonds marins au substrat mou, elles s'enfouissent sous les sédiments pendant la journée. À la tombée de la nuit, Astropecten bispinous chasse ses proies favorites, principalement des mollusques. Elle vit à des profondeurs pouvant aller de 2 à 100 mètres (parfois jusqu'à 250 mètres), on les trouve régulièrement à proximité des herbiers marins comme la plante Cymodocea nodosa.

## Écologie et comportement
Astropecten bispinosus est un prédateur carnivore, elle se nourrit de gastéropodes, de bivalves et de vers. Comme de nombreuses espèces du genre Astropecten, elle se sert de ses podias pour acheminer ses proies jusqu'à sa bouche. Il lui arrive de dévaginer son estomac pylorique quand sa proie est trop volumineuse, lui permettant d'ingérer son repas préalablement liquéfié grâce aux enzymes digestives.
La reproduction est sexuée et requiert un échange de gamètes entre les deux sexes. Le genre des Astropecten ayant ses caractéristiques propres, l'étoile-peigne hérissée ne passe pas par le stade larvaire dit brachiolaria. Après fécondation, la larve nommée dipleurula dérive parmi le plancton et entame quelques semaines plus tard une métamorphose en devenant une larve bipinnaria, dernier stade larvaire faisant d'elle une étoile benthique.